# Conferenza mondiale contro il razzismo
La conferenza mondiale contro il razzismo (in inglese World Conference against Racism, WCAR) sono eventi internazionali organizzati dall'UNESCO per combattere ideologie e attività razziste.
L'UNESCO è stato creato dopo la seconda guerra mondiale e l'Olocausto come un'organizzazione dipendente dall'ONU e subito si è attivato per promuovere studi scientifici sulle etnie e sulla loro diffusione per controbattere al razzismo scientifico. Uno dei primi lavori fu nel 1950 The Race Question firmato da molti studiosi noti.

## 1978
La conferenza mondiale del 1978 si svolse a Ginevra, Svizzera. L'argomento più importante fu quello delle politiche razziste e discriminatorie attuate durante il periodo dell'Apartheid in Sudafrica.

## 1983
Anche la conferenza mondiale del 1983 si svolse a Ginevra, Svizzera.

## 2001
La conferenza mondiale del 2001 si è tenuta a Durban, in Sudafrica, dal 31 agosto all'8 settembre 2001, ed è stata intitolata "Conferenza mondiale contro il razzismo, la discriminazione razziale, la xenofobia e l'intolleranza". In qualità di Alto Commissariato delle Nazioni Unite per i Diritti Umani è stata presieduta dall'irlandese Mary Robinson.
La conferenza ha occupato la maggior parte del tempo nella discussione del trattamento dei palestinesi da parte degli israeliani, mentre violazioni esplicite dei diritti umani in altre parti del mondo sono state ignorate.
Il 2001 è stato dominato da scontri nel Medio Oriente e dall'eredità della schiavitù e, in particolare, segnata da attacchi ad Israele e da manifestazioni anti-Israele parallelamente alla conferenza da parte di organizzazioni non governative. Gli Stati Uniti e Israele hanno abbandonato la conferenza per un progetto di risoluzione che accusava Israele di critiche e equiparava il sionismo - il movimento per creare e mantenere uno stato ebraico - al razzismo.
Inoltre durante la conferenza, i paesi africani, guidati dalla Nigeria e dal Zimbabwe, e le organizzazioni non governative afro-americane, hanno chiesto scuse individuali da ogni nazione responsabile della schiavitù, il riconoscimento di essa come un crimine contro l'umanità e riparazione del crimine subito. Ciò che gli stati africani hanno ottenuto dagli europei è stato il sostegno per la New African Initiative, la riduzione del debito, i fondi per la lotta contro l'AIDS, il recupero dei fondi governativi trasferiti in Occidente da parte di ex dittatori, e la fine della tratta degli esseri umani. Ma la parola riparazione non è rimasta.

## 2009
La conferenza mondiale contro il razzismo del 2009 si tiene a Ginevra, Svizzera, dal 20 aprile al 24 aprile 2009 ed è presieduta da Amos Wako.
Canada, Israele, USA, Germania,  Italia, Svezia, Olanda e Australia non partecipano alla conferenza ed hanno definito non accettabile il documento proposto che contiene le posizioni anti-israeliane emerse nella conferenza del 2001.
Durante la conferenza, alle parole forti pronunciate dal palco dell'assise dal Presidente Iraniano Mahmud Ahmadinejad ("Dopo la fine della Seconda guerra mondiale gli alleati sono ricorsi all'aggressione militare per privare della terra un'intera nazione, sotto il pretesto della sofferenza degli ebrei. Hanno inviato immigrati dall'Europa, dagli Stati Uniti e dal mondo dell'Olocausto per stabilire un governo razzista nella Palestina occupata"), gli Stati dell'Unione Europea e altri Paesi dell'Occidente hanno deciso di abbandonare i lavori in modo plateale, dopo una precedente protesta improvvisa di alcuni studenti francesi che indossavano delle parrucche multicolore da clown.